# Galvin (Washington)
Galvin es un área no incorporada ubicada en el condado de Lewis en el estado estadounidense de Washington.

## Geografía
Galvin se encuentra ubicado en las coordenadas 46°44′32″N 123°1′37″O / 46.74222, -123.02694.